# Президентські вибори у США 1932
Президентські вибори 1932 року проходили 8 листопада після обвалу біржі 1929 року та початку «Великої депресії», внаслідок якої економіка США зазнала найглибшої кризи. Разом з економікою різко впала й популярність президента Герберта Гувера, оскільки він не зміг запобігти обвалу економіки та скасувати сухий закон. Демократ Франклін Рузвельт побачив в цьому можливість для своєї платформи на майбутніх виборах, обіцяючи реформістську політику, відому як «Новий курс». Він здобув яскраву перемогу на виборах, яка ознаменувала початок ери домінування Демократичної партії в політиці США.

## Вибори

На виборах 1932 року Франклін Рузвельт став 32-м президентом США.

«Основна увага була зосереджена на проблемах, пов'язаних з економічною кризою та її наслідками».

### Кампанія
Франклін Рузвельт особисто прилетів на національну демократичну конвенцію, щоб прийняти своє висунення як партійного кандидата в президенти. У своїй історичній промові на конвенції він сказав: «Я клянуся вам, я клянусь собі в новому курсі для американського народу» . Під час передвиборчих виступів Рузвельта його всюди зустрічали величезні натовпи, які вітали претендента. Пісня його передвиборчої кампанії  «Знову наступають щасливі дні»  стала однією з найпопулярніших в історії Сполучених Штатів.
Президента Гувера звинувачували в нездатності протистояти економічній депресії. Протягом останніх двох років Гувер постійно проголошував, що найгірше вже позаду якраз перед новим погіршенням економічної обстановки. У результаті, на противагу успішній кампанії Рузвельта, республіканська кампанія президента Гувера виявилася катастрофічною. Публічні спроби Гувера виступити перед виборцями закінчувалися тим, що його і його автомобіль закидали гнилими фруктами та овочами. У своїх промовах Гувер оголошував Рузвельта небезпечним радикалом, який лише посилить депресію підвищенням податків та федерального боргу, щоб фінансувати дорогі соціальні програми. Однак при безробітті, що досягало 33 %, ця критика не привертала нічию увагу.

### Опитування
Згідно з опитуванням, проведеним журналом «Literary Digest» серед своїх передплатників (було розісланий 20 млн карток), передбачалося, що губернатор Франклін Рузвельт набере 55,99 % голосів виборців та заручиться підтримкою 474 виборників.

### Результати
Вибори 1932 року стали багато в чому переломним подією, що визначила подальший хід американської історії. Справа в тому, що після перемоги Авраама Лінкольна на виборах 1860 року республіканці аж до 1932 року переважно постійно контролювали американську політику, що 1932 рік різко змінив на користь демократів. Демократична партія не лише виграла президентські вибори, але й отримала більшість в Палаті представників та стала контролювати Сенат.
| Кандидат              | Партія                       | Виборці    | Виборці | Виборники |
| Кандидат              | Партія                       | Кількість  | %       | Виборники |
| --------------------- | ---------------------------- | ---------- | ------- | --------- |
| Франклін Рузвельт     | Демократична партія          | 22 821 277 | 57,4 %  | 472       |
| Герберт Гувер         | Республіканська партія       | 15 761 254 | 39,7 %  | 59        |
| Норман Томас          | Соціалістична партія         | 884 885    | 2,2 %   | 0         |
| Вільям Зебулон Фостер | Комуністична партія          | 103 307    | 0,3 %   | 0         |
| Вільям Апшоу          | Prohibition                  | 81 905     | 0,2 %   | 0         |
| Вільям Х. Гарвей      | Партія свободи               | 53 425     | 0,1 %   | 0         |
| Верне Рейнольдс       | Соціалістична трудова партія | 33 276     | 0,1 %   | 0         |
| інші                  |                              |            |         |           |
| 12 569                | 0,1 %                        | 0          |         |           |
| Усього                | Усього                       | 39 751 898 | 100 %   | 531       |